# Symphonie en blanc n° 1 : La Jeune Fille en blanc
Symphonie en blanc n° 1 : La Jeune Fille en blanc (en anglais Symphony in White, No. 1: The White Girl) est un tableau réalisé par le peintre américain James Abbott McNeill Whistler en 1861-1863. Cette Peinture à l'huile  sur toile est le portrait d'une jeune femme rousse vêtue d'une robe blanche qui se tient debout sur une peau de loup devant un rideau beige, un lys à la main. La palette de couleurs du tableau est presque entièrement blanche. Le modèle est Joanna Hiffernan, la maîtresse de l'artiste. Exposée au Salon des refusés, à Paris en 1863, l'œuvre est aujourd'hui conservée à la National Gallery of Art, à Washington DC.
À l'origine, le tableau s'appelait La Fille blanche ; Whistler a commencé à l'appeler Symphonie en blanc, n° 1 ensuite. En se référant à son travail en des termes aussi abstraits, il entendait souligner sa philosophie de « L'Art pour l'art ».
Whistler a créé le tableau au cours de l'hiver 1861-1862, mais il y est revenu plus tard et y a apporté des modifications. L'ouvrage est rejeté à la fois à la Royal Academy of Arts et au Salon de Paris, mais finalement accepté au Salon des Refusés en 1863. Cette exposition présentait également le Le Déjeuner sur l'herbe d'Édouard Manet ; les deux œuvres ont suscité beaucoup d'attention. La Fille blanche montre clairement l’influence de la Confrérie préraphaélite, avec laquelle Whistler était récemment entré en contact. Le tableau a été interprété par les critiques d'art ultérieurs à la fois comme une allégorie de l'innocence et de sa perte, et comme une allusion religieuse à la Vierge Marie.

## Artiste et modèle

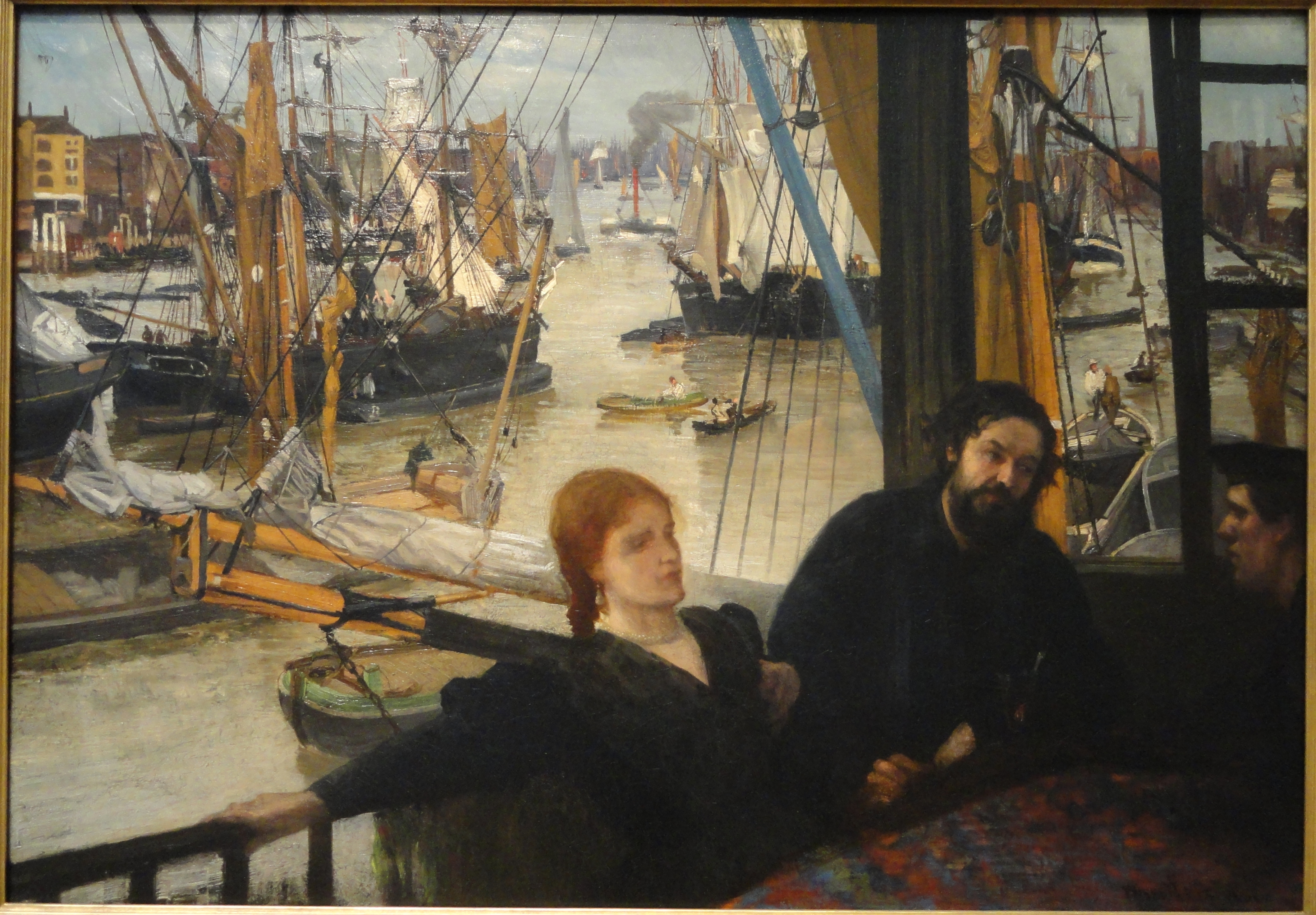
Wapping on Thames, 1860-1864, National Gallery of Art, Washington.

James Abbott McNeill Whistler nait aux États-Unis en 1834, fils de George Washington Whistler, ingénieur ferroviaire. En 1843, la famille s'installe à Saint-Pétersbourg en Russie, où James reçoit une formation en peinture. Après un séjour en Angleterre, il revient en Amérique pour rejoindre l'académie militaire de West Point en 1851. En 1855, il retourne en Europe, déterminé à se consacrer à la peinture. Il s'installe d'abord à Paris, puis, en 1859, il déménage à Londres, où il passera la majeure partie du reste de sa vie. C'est là qu'il rencontre Dante Gabriel Rossetti et d'autres membres de la Confrérie préraphaélite, qui auront une profonde influence sur lui.
À Londres, il rencontre Joanna Heffernan, le mannequin qui deviendra son amante. Leur relation a été qualifiée de « mariage sans l'aide du clergé ». En 1861, Whistler l'a déjà utilisée comme modèle pour un autre tableau : Wapping on Thames, nommé d'après Wapping à Londres où il vit, est commencé en 1860, mais n'est terminé qu'en 1864. On y voit une femme et deux hommes sur un balcon surplombant la rivière. Selon Whistler lui-même, la femme interprétée par Heffernan est une prostituée. Joanna Heffernan aurait une forte influence sur Whistler ; son beau-frère Francis Seymour Haden a refusé une invitation à dîner au cours de l'hiver 1863-1864 en raison de sa présence prédominante dans la maison.

## Création et réception
Whistler commence à travailler sur La Fille blanche peu après le 3 décembre 1861, avec l'intention de soumettre le tableau à la prestigieuse exposition d'été de la Royal Academy. Malgré des périodes de maladie, il termine le tableau en avril. Dans une lettre à George du Maurier au début de 1862, il le décrit ainsi :

« ... une femme vêtue d’une belle robe blanche, debout contre une fenêtre qui filtre la lumière à travers un rideau de mousseline blanc transparent – mais la figure reçoit une forte lumière de la droite et donc le tableau, sauf les cheveux roux, est une magnifique masse de blanc brillant »

Le portrait est créé comme une simple étude en blanc ; cependant, d’autres le voient différemment. Le critique Jules-Antoine Castagnary considère le tableau comme une allégorie de l'innocence perdue d'une nouvelle mariée. D'autres le lient à La Femme en blanc de Wilkie Collins, un roman populaire de l'époque, ou à diverses autres sources littéraires. Dans le tableau, Joanna Heffernan tient un lys dans sa main gauche et se tient debout sur un tapis en peau de loup (interprété par certains comme représentant la masculinité et la luxure) avec la tête du loup regardant de manière menaçante le spectateur.

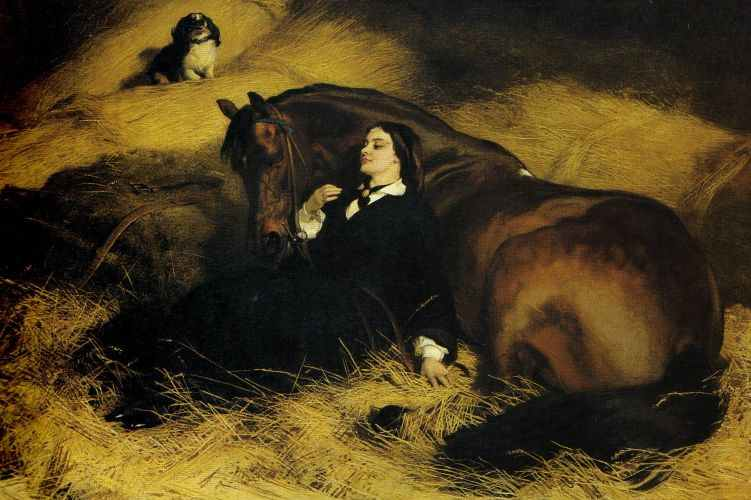
Edwin Landseer, La Mégère apprivoisée, 1861.

Whistler soumet le tableau à l'Académie, mais selon Joanna  Heffernan, il s'attend à ce qu'il soit rejeté à ce stade. L'année précédente, en 1861, un autre tableau a provoqué un petit scandale, La Mégère apprivoisée d'Edwin Landseer, qui montre un cheval avec une femme se reposant sur le sol à proximité. Le modèle a été désigné comme Ann Gilbert, une cavalière réputée de l'époque ; cependant, il a rapidement été dit qu'il s'agissait en fait de Catherine Walters, la célèbre courtisane londonienne. Le tableau de Whistler rappelle suffisamment celui de Landseer pour que les juges soient réticents à l'admettre 
. La Fille blanche est soumise à l'Académie avec trois gravures, qui sont toutes trois acceptées, alors que le tableau ne l'est pas.
Whistler l'expose alors à la petite Berners Street Gallery de Londres, où il est montré sous le titre La Femme en blanc, une référence au roman du même nom de Wilkie Collins, qui connait un succès populaire. Le livre est un récit de romance, d'intrigue et de double identité, et fait sensation au moment de sa publication. Du Maurier croit apparemment que le tableau fait référence au roman. La critique de The Athenaeum se plaint que le tableau ne correspond pas au personnage du roman, ce qui pousse Whistler à écrire une lettre affirmant que la galerie a choisi le titre sans le consulter, ajoutant : « Je n'avais aucune intention d'illustrer le roman de M. Wilkie Collins. Mon tableau représente simplement une fille habillée en blanc debout devant un rideau blanc. »
L'année suivante, il tente de faire exposer le tableau au Salon de Paris – l'exposition officielle de l'académie des beaux-arts – mais il est également rejeté. Au lieu de cela, il est accepté au Salon alternatif des Refusés, qui ouvre ses portes le 15 mai, deux semaines après le Salon officiel.

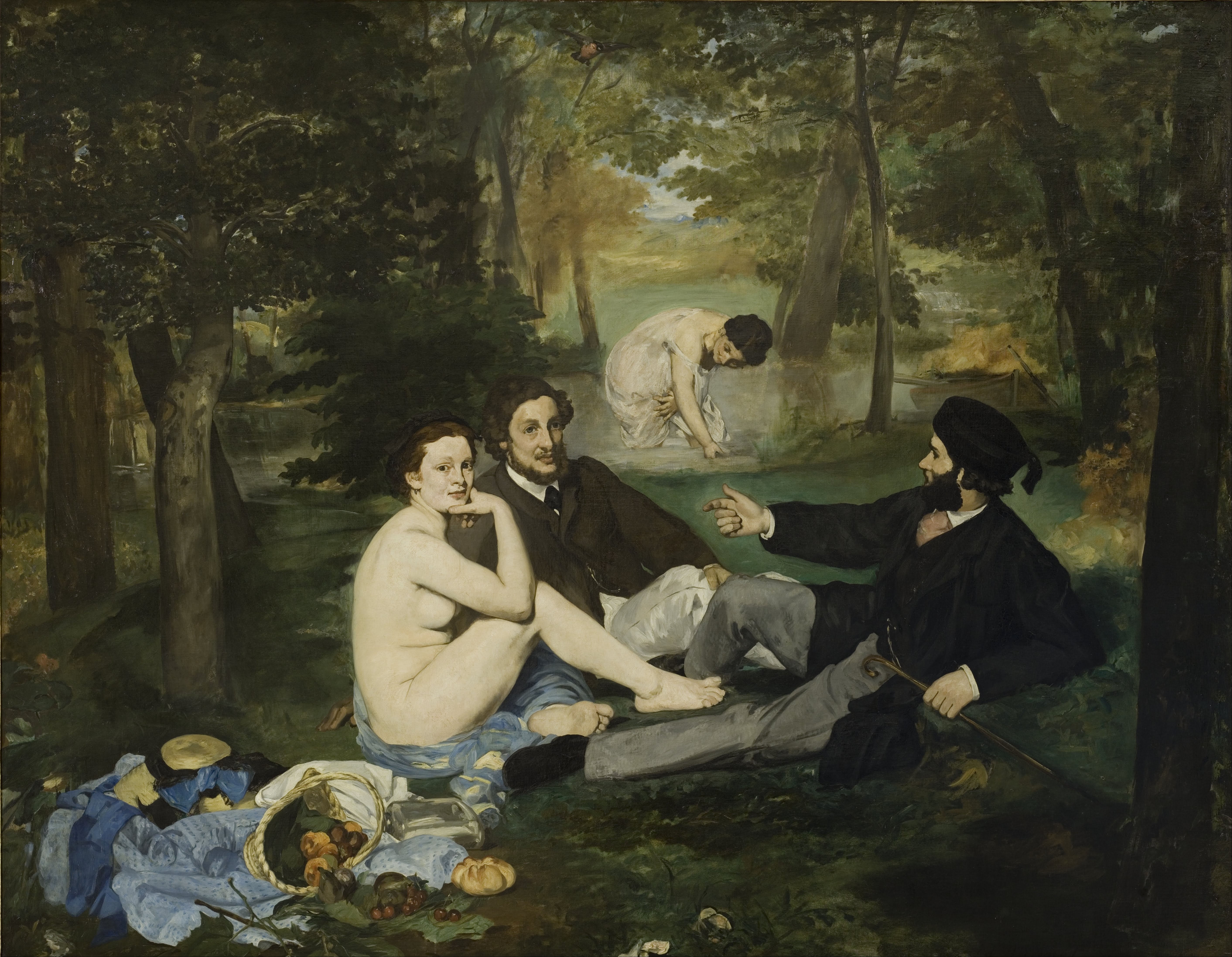
Édouard Manet, Le Déjeuner sur l'herbe, 1863, musée d'Orsay.

le Déjeuner sur l'herbe d'Édouard Manet fait scandale à ce même Salon des Refusés, mais l'attention accordée à La Fille blanche de Whistler est encore plus grande. La controverse autour des peintures est décrite dans le roman L'Œuvre (1886) d'Émile Zola.L'accueil réservé à la peinture de Whistler est toutefois majoritairement favorable et lui donne largement raison après le rejet qu'il a essuyé à Londres et à Paris. Il est très admiré par ses collègues et amis Manet, Gustave Courbet et Charles Baudelaire. Le critique d'art Théophile Thoré-Burger le perçoit dans la tradition de Goya et de Velázquez. Lisa Peters résume que, s'opposant aux critiques des traditionalistes, les partisans de Whistler insistent sur le fait que le tableau est « une apparition avec un contenu spirituel » et qu'il incarne sa théorie selon laquelle l'art devrait se préoccuper essentiellement de l'agencement des couleurs en harmonie, et non d'une représentation littérale du monde naturel. Certains sont moins favorables ; certains critiques français considèrent la tendance préraphaélite anglaise comme quelque peu excentrique.

## Histoire
Le tableau resté dans la famille Whistler jusqu'en 1896, date à laquelle il est vendu par le neveu de l'artiste au collectionneur d'œuvres d'art Harris Whittemore. En 1943, la famille Whittemore en fait don à la National Gallery of Art de Washington, DC.

## Composition, analyse et interprétation
Whistler, surtout dans la fin de sa carrière, est contre l’idée que ses peintures puissent avoir une signification au-delà de ce qui pouvait être vu sur la toile. Il est connu comme un fervent défenseur de la philosophie de « L'Art pour l'art ». Son commentaire sur La Fille blanche, niant tout lien avec le roman de Wilkie Collins La Femme en blanc, est l'une des premières de ces affirmations (« Mon tableau représente simplement une fille habillée en blanc debout devant un rideau blanc. »). Les critiques anglais voyant le tableau comme une illustration, ont tendance à être moins favorables que leurs collègues français, qui le voient comme une fantaisie visionnaire et poétique. Un critique anglais, se référant au roman de Collins, qualifie La Fille blanche de « ... l'un des tableaux les plus incomplets que nous ayons jamais rencontrés. » Étant donné que la Berners Street Gallery a utilisé le nom La Femme en blanc pour le tableau, les critiques sont déçus par son manque de ressemblance avec l'héroïne du roman. Whistler, qui n'a jamais lu le roman, était irrité par cette comparaison. Environ 10 ans plus tard, il commence à faire référence au tableau comme Symphonie en blanc, n° 1, bien qu'un critique français l'ait déjà appelé Symphonie du blanc au moment de son exposition à Paris. Par l'analogie musicale, il souligne sa philosophie selon laquelle la composition est l'élément central et non le sujet. Le titre est probablement  également inspiré par le poème Symphonie en Blanc Majeur de Théophile Gautier (1852).
Whistler n'est pas entièrement satisfait du réalisme affiché par le tableau dans sa forme originale, un trait qu'il attribue à l'influence que Courbet a sur lui à l'époque. Plus tard, entre 1867 et 1872, il le retravaille pour lui donner une expression plus spirituelle. Même si l'ouvrage est commencé avant que Whistler ne rencontre Rossetti pour la première fois, l'influence préraphaélite est évidente.
Le tableau est une première expérience en blanc sur blanc, avec une femme debout dans une robe blanche devant un fond blanc. Cette palette de couleurs est un sujet sur lequel il reviendra plus tard, dans deux tableaux qui porteront les titres de Symphonie en blanc, n° 2 (1864) et Symphonie en blanc, n° 3 (1865-1867). La pose du modèle, ainsi que la forme de ses vêtements, soulignent la nature verticale du tableau. La femme est audacieuse, presque en conflit dans son regard direct sur le spectateur ; ses traits sont très individualisés.
Bien que Whistler lui-même ait été contrarié par les tentatives d’analyser la signification de son art, cela n’a pas empêché les critiques ultérieurs de le faire. Le critique d'art français du XIXe siècle Jules-Antoine Castagnary voit dans ce tableau des symboles d'innocence perdue, un thème qui est repris par les critiques ultérieurs. L'historien de l'art E. Wayne Craven considère également le tableau comme plus qu'un exercice formaliste et trouve dans l'image des « courants sous-jacents énigmatiques, expressifs et même érotiques ». Il souligne les contrastes présentés par le portrait, avec le lys blanc représentant l'innocence et la virginité, et la tête de loup féroce sur le tapis symbolisant la perte de l'innocence. Beryl Schlossman, avec un point de vue de critique littéraire, voit dans l’œuvre des allusions à la Vierge à l'Enfant de l’art sacré : le tapis sous les pieds de la femme est le nuage sur lequel la Vierge est souvent vue debout, et le loup est le nahash, écrasé sous son talon.

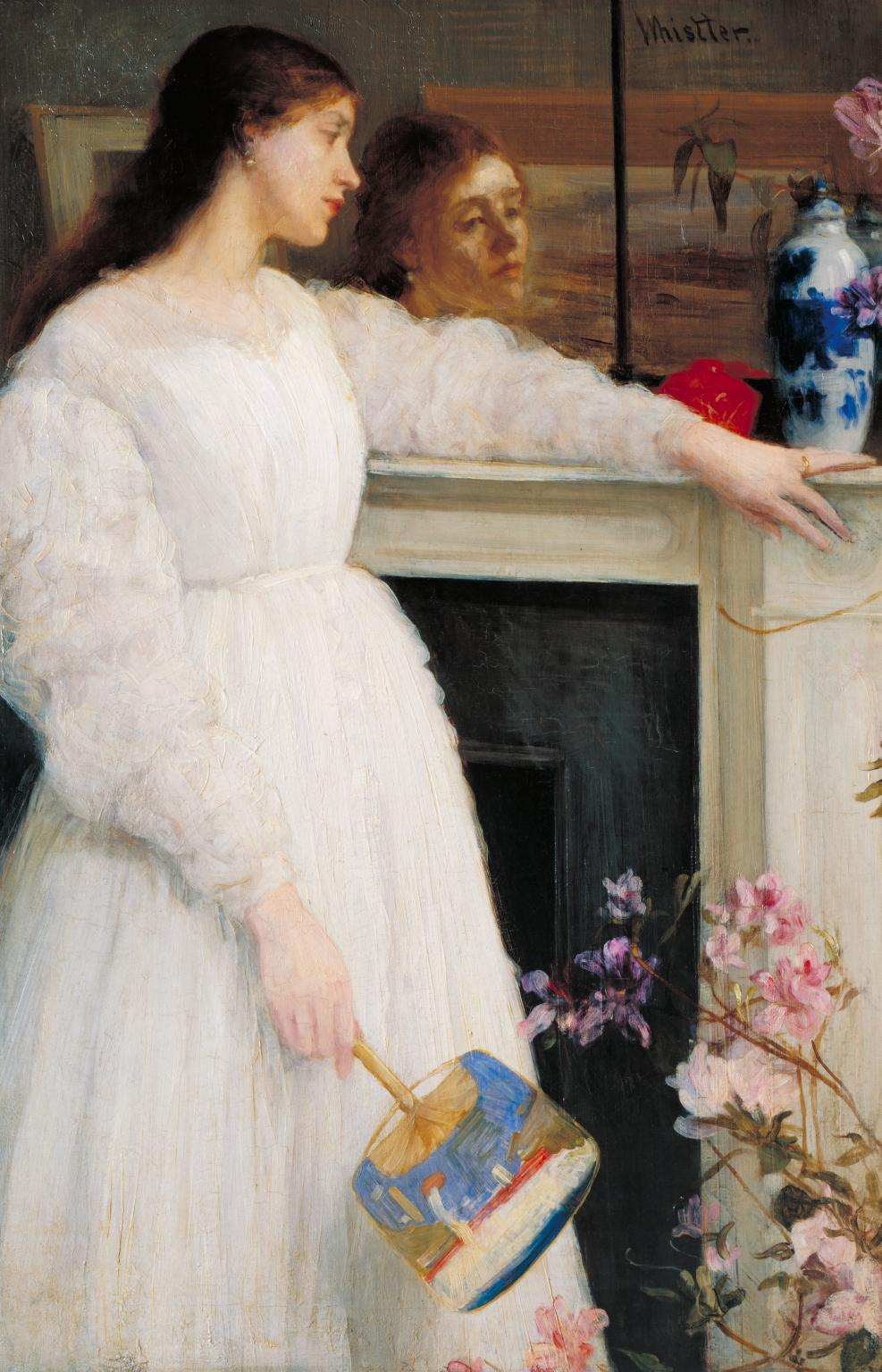
Symphonie en blanc n° 2, 1864
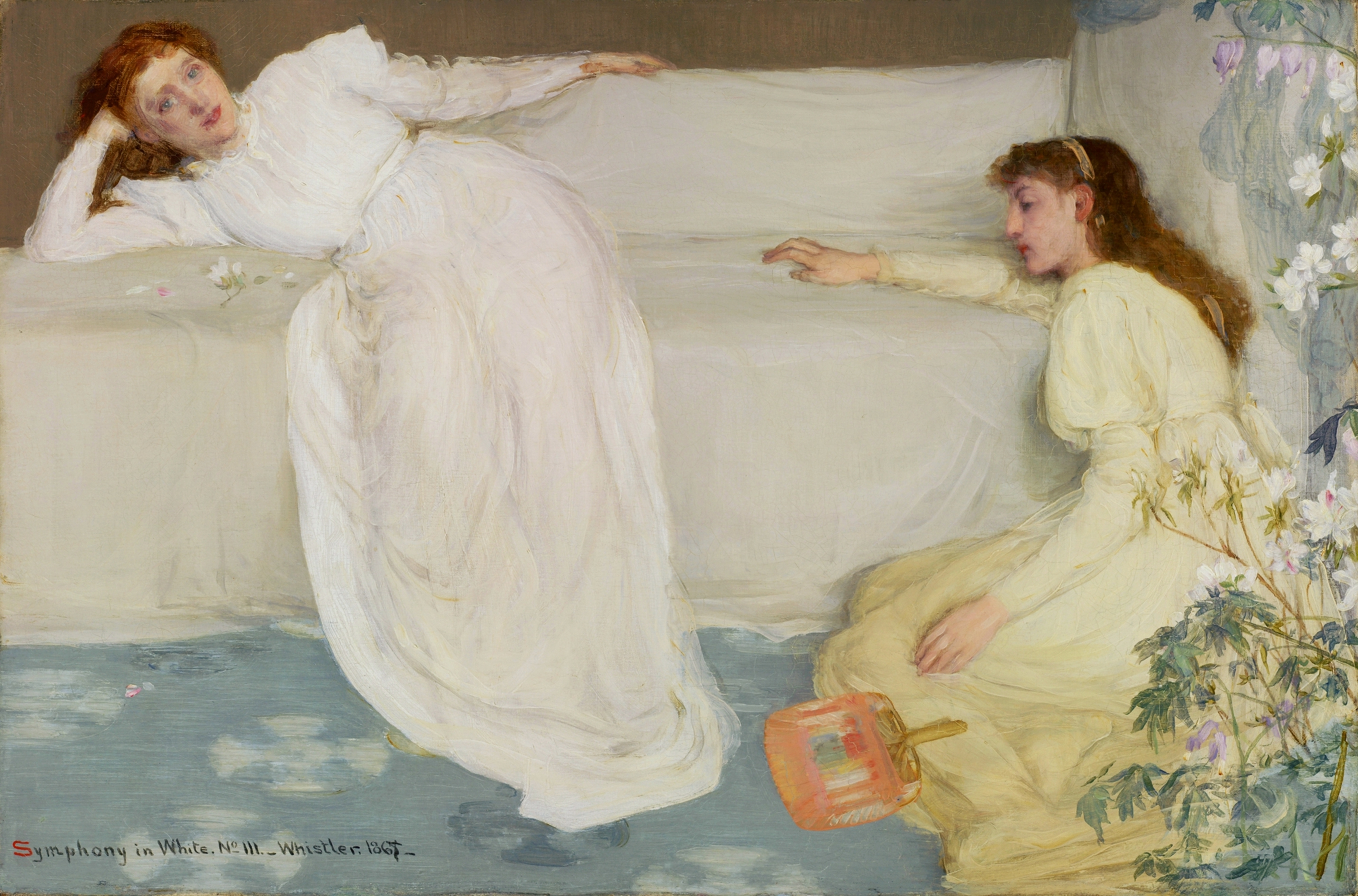
Symphonie en blanc n° 3, 1865-1867, Barber Institute of Fine Arts, Birmingham